# Regina Vanderlinde
Regina Vanderlinde  ist Biowissenschaftlerin, Önologin und seit 2011 Professorin für Biotechnologie an der Universidade de Caxias do Sul (UCS). Seit Juli 2018 ist sie Präsidentin der Internationalen Organisation für Rebe und Wein (Organisation Internationale de la Vigne et du Vin, OIV).

## Leben
Regina Vanderlinde studierte Biowissenschaften an der Universität Victor Segalen Bordeaux II Seit 1998 arbeitet die promovierte Wissenschaftlerin (Sciences de la vie et de la santé) an der Universität Caxias do Sul im Süden Brasiliens. Ihre Arbeit hat die Forschungsschwerpunkte Önologie und Ampelographie.
Vanderlinde folgt im Amt der OIV-Präsidentin auf die Deutsche Monika Christmann, die ihrerseits satzungsgemäß das Amt der Vizepräsidentin einnimmt. Somit ist sie bereits die dritte Frau in Folge im höchsten Amt der Organisation.
Die 19. Generalversammlung der OIV wählte am 12. Juli 2021 in Paris einen neuen Präsidenten, den Italiener Luigi Moio, Professor für Önologie an der Universität Neapel Federico II und Leiter ihrer Weinbauabteilung, mit einem dreijährigen Mandat.

## Schriften
- Etude de certains caractères des eaux-de-vie. Rôle des composés carbonylés. Dissertation, Universität Victor Segalen Bordeaux II, 1995.[5]